# Алфред (Тексас)
Алфред (енгл. Alfred) насељено је место без административног статуса у америчкој савезној држави Тексас.

## Демографија
По попису из 2010. године број становника је 91.
| Група             | 2000.    | 2010.      |
| Белци             | 0 (0,0%) | 12 (13,2%) |
| Афроамериканци    | 0 (0,0%) | 0 (0,0%)   |
| Азијати           | 0 (0,0%) | 0 (0,0%)   |
| Хиспаноамериканци | 0 (0,0%) | 79 (86,8%) |
| Укупно            | 0        | 91         |